# Constantin von Altrock

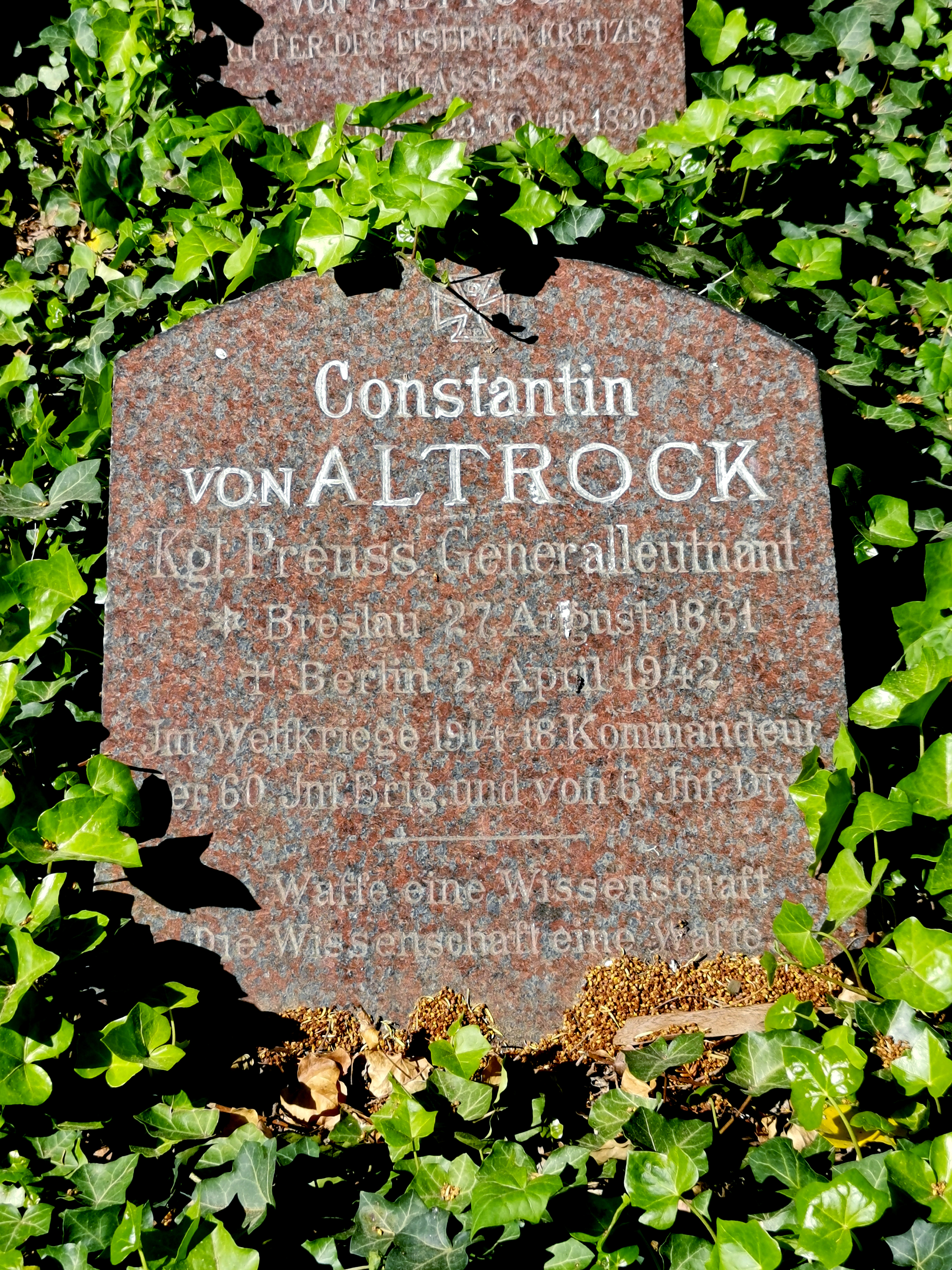
Grabstein auf dem Friedhof III der Jerusalems- und Neuen Kirche (Friedhöfe vor dem Halleschen Tor) in Berlin-Kreuzberg

Constantin Julius Friedrich Eduard von Altrock (* 27. August 1861 in Breslau; † 2. April 1942 in Berlin) war ein preußischer Generalleutnant und langjähriger Schriftleiter des Militär-Wochenblattes.

## Leben

### Herkunft
Er war der Sohn des preußischen Oberstleutnants Constantin von Altrock (1830–1889) und dessen Ehefrau Antonie, geborene Becher (1837–1892).

### Militärkarriere
Am 16. April 1881 wurde Altrock aus dem Kadettenkorps kommend als Sekondeleutnant dem 3. Garde-Grenadier-Regiment „Königin Elisabeth“ der Preußischen Armee überwiesen. Von Mitte April 1888 bis Ende März 1890 war er als Erzieher an die Hauptkadettenanstalt kommandiert und absolvierte als Premierleutnant ab 1. Oktober 1890 für drei Jahre die Kriegsakademie. Am 1. April 1894 folgte für ein Jahr seine Kommandierung zum Großen Generalstab. Als Hauptmann war Altrock vom 12. September 1895 bis zum 21. Juli 1900 Chef der 4. Kompanie. Anschließend wurde er unter Überweisung zum Generalstab des XIV. Armee-Korps in den Generalstab der Armee versetzt. Dort am 18. Mai 1901 zum Major befördert, kam Altrock zum 1. Oktober 1902 wieder in den Großen Generalstab. Von Februar bis Ende April 1903 war er zum Admiralstab der Kaiserlichen Marine sowie im August/September des gleichen Jahres auf ein Schiff der Herbstübungsflotte kommandiert. Vom 1. April 1904 bis zum 17. Juli 1905 war er im Generalstab der 3. Division tätig, wurde anschließend nochmals in den Großen Generalstab versetzt und am 10. April 1906 zum Kommandeur des II. Bataillons im Infanterie-Regiment „Graf Bose“ (1. Thüringisches) Nr. 31 in Altona ernannt. Als solcher am 19. Dezember 1907 zum Oberstleutnant befördert, wurde Altrock am 21. März 1908 zum Stab des Füsilier-Regiments „von Gersdorff“ (Kurhessisches) Nr. 80 versetzt. Am 27. Januar 1911 ernannte man ihn zum Kommandeur des 1. Badischen Leib-Grenadier-Regiments Nr. 109 in Karlsruhe und in dieser Stellung wurde er am 20. März 1911 Oberst.
Unter Beförderung zum Generalmajor wurde Altrock am 22. März 1914 zum Kommandeur der 60. Infanterie-Brigade in Straßburg ernannt. Dieses Kommando hatte er über den Ausbruch des Ersten Weltkriegs inne und kam zunächst im Grenzschutz gegen Frankreich zum Einsatz. In der Folge kämpfte Altrock in Lothringen, Flandern und an der Yser. Am 2. Januar 1915 ernannte man ihn zum Kommandeur der 16. Reserve-Division in der Champagne, die Altrock bis zum 24. Mai 1915 befehligte. Anschließend hatte er bis zum 29. Dezember 1915 das Kommando über die 14. Division.
Am 25. April 1918 erhielt Altrock das Kommando über die 28. Reserve-Division, mit der er zunächst in Stellungskämpfen in der Champagne lag. Im Mai/Juni nahm er an der Schlacht bei Soissons und Reims teil und ging anschließend wieder in den Stellungskrieg über. Als Generalleutnant wurde Altrock für seine Leistungen in der Schlacht an der Marne der Stern zum Roten Adlerorden II. Klasse mit Eichenlaub und Schwertern verliehen. In den letzten Kriegsmonaten stand er in permanenten Abwehrkämpfen und führte seinen Großverband nach dem Waffenstillstand in die Heimat zurück. Dort erfolgte die Demobilisierung und mit der Auflösung der Division wurde Altrock am 2. April 1919 in den Ruhestand versetzt.
Nach seiner Verabschiedung betätigte sich Altrock als Schriftsteller. Bereits während seiner aktiven Dienstzeit veröffentlichte er verschiedene militärgeschichtliche Publikationen. Vorab publizierte Altrock 1901 als Major mit der Geschichte des Geschlechts von Altrock beim Verlag Mittler & Sohn die Chronik seines Adelsgeschlechts. Bis 1934 war er als Schriftleiter des Militär-Wochenblattes tätig. Er war außerdem Vorsitzender der Berliner Ortsgruppe des Deutschen Offizier Bundes (DOB).
Constantin von Altrock starb 1942 im Alter von 80 Jahren in Berlin. Beigesetzt wurde er auf dem Friedhof III der Jerusalems- und Neuen Kirche in Berlin-Kreuzberg. Seine letzte Ruhestätte ist das Erbbegräbnis der Verlegerfamilie Toeche-Mittler, in die er eingeheiratet hatte. Ein liegender Grabstein aus rotem Granit dient als Grabmarkierung.

### Familie
Er heiratete am 29. Dezember 1896 Elisabeth Toeche-Mittler (* 1873). Das Paar hatte mehrere Kinder:
- Konstantin (Theodor) (1898–1902)
- Theodor (1900–1968)
- Friedrich (* 1905)